# هری براکبانک
هری براکبانک (انگلیسی: Harry Brockbank؛ زادهٔ ۲۶ سپتامبر ۱۹۹۸) بازیکن فوتبال اهل بریتانیا است.
از باشگاه‌هایی که در آن بازی کرده‌است می‌توان به باشگاه فوتبال سالفورد سیتی اشاره کرد.